# Anhovo
Anhovo este o localitate din comuna Kanal ob Soči, Slovenia, cu o populație de 610 locuitori.